# Ел Кинди
Јакуб ибн Исак ел Кинди (арап. أبو يوسف يعقوب إبن إسحاق الكندي‎) (око 801—873) је био арапски филозоф и свестрани научник из 9. века.
Бавио се филозофијом, метафизиком, физиком, астрологијом, астрономијом, хемијом, логиком, математиком, музиком, медицином, психологијом, криптографијом и метеорологијом и сматра се пиониром у многима од ових области.
Ел Кинди је био најранији значајни арапски филозоф аристотеловске традиције, чувен по својим настојањима да уведе хеленистичку филозофију у арапски свет.

## Живот
Ел Кинди је рођен у граду Куфа у Ираку око 801. године. Предавао је у Багдаду и преводио је списе Аристотела и Плотина.

## Филозофија
Средишња тема његових филозофских списа јесте сагласност филозофије и исламске теологије. Његова филозофија је тежила допуштању превласти вере над разумом.
Сматра се једним од највећих филозофа арапског порекла, због чега се једноставно назива „арапским филозофом“. Међутим, опште је мишљење да је умногоме остао засењен другим филозофима као што су Ал Фараби и Ибн Сина (Авицена).

## Наука
Одиграо је значајну улогу у увођењу индијских бројева у исламски и хришћански свет. Такође је експериментисао са музикотерапијом.

## Дела
Написао је многа дела о природи бога, о души и пророчком виђењу.

## Ученици
Најпознатији Киндијеви ученци били су: Абу Ма'шар Балхи (787 — 886), Ахмед ибн Тајиб Сарахси (833 — 899) и Абу Зејд Балхи (850 — 934). Његови ученици су се бавили филозофијом, али више ће остати упамћени као славни мислиоци због свог доприноса матемтичким наукама и астрономији.